# El gendarme i els extraterrestres
El gendarme i els extraterrestres (títol original: Le Gendarme et les Extra-terrestres) és una pel·lícula francesa dirigida per Jean Girault, estrenada l'any 1979. Ha estat doblada al català.
Cinquena i penúltima pel·lícula de la sèrie del Gendarme, seguint El gendarme toca el dos i precedint El gendarme i les gendarmes, la pel·lícula barreja comèdia i ciència-ficció confrontant la brigada de Sant-Tropez a extraterrestres.
Després de nou anys d'absència a les pantalles, la sèrie d'El gendarme aconsegueix un nou èxit amb aquest cinquè episodi, que acaba al primer lloc de la taquilla de l'any 1979 i queda durant prop de trenta anys com la pel·lícula francesa amb més d'entrades a Alemanya.
Dos actors, Jean Lefebvre i Christian Marin, no han volgut treballar en aquest lliurament i van ser doncs reemplaçats per Maurice Risch i Jean-Pierre Rambal, que interpreten personatges equivalents.

## Argument
Les membres de la brigada de gendarmeria de Sant-Tropez queden nues quan troben unes darrere les altres les seves dobles, en forma d'extraterrestres pacífiques. L'arribada d'un plat volador, l'emoció que desencadena i la por al desconegut van fer venir la premsa del món sencer a la petita localitat balneària. Però com reconèixer les verdaderes gendarmes de les s? Com reconèixer els humans dels extraterrestres quan tenen la mateixa aparença? Cruchot i els seus col·legues descobriran que aquests extraterrestres són de metall, «sonen buit» quan se'ls colpeja i beuen oli…

## Repartiment
- Els gendarmes

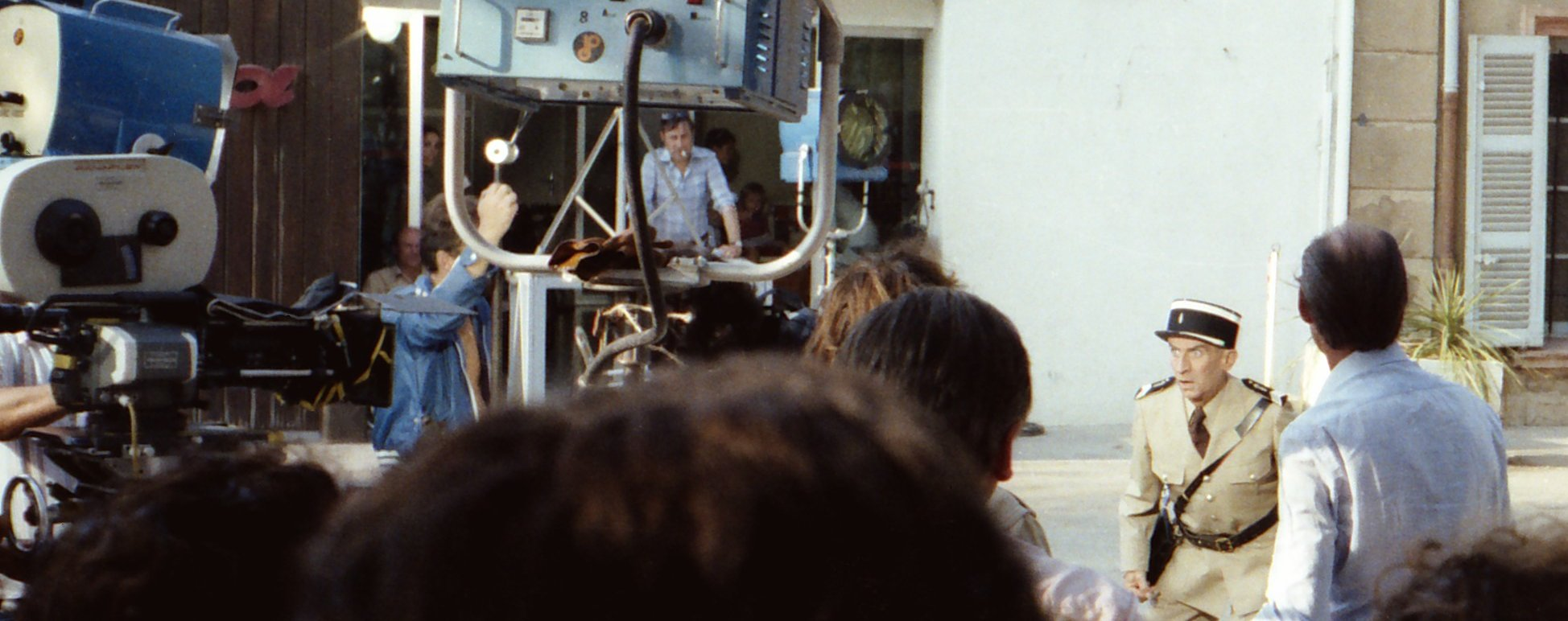
Louis de Funès durant el rodatge de la pel·lícula. Es percep Jean Girault d'esquena a dreta.

  - Louis de Funès: el mariscal Ludovic Cruchot
  - Michel Galabru: el adjudant Antoine Gerber
  - Guy Grosso: el mariscal Gaston Tricard
  - Michel Modo: el mariscal Jules Berlicot
  - Maurice Risch: el mariscal Beaupied
  - Jean-Pierre Rambal: el mariscal Taupin
- France Rumilly: Sor Clotilde
- Jean-Roger Caussimon: El bisbe
- Mario David: El lladre del bidó d'oli
- Jacques François: el coronel
- Maria Mauban: Josépha Cruchot, esposa de Ludovic
- Pedra Repp: el bomber
- Lambert Wilson: el jove extraterrestre
- Madeleine Delavaivre: Sor Gerber
- Micheline Bourday: la Sra. Simone Gerber
- René Berthier: Berthier, l'adjunt del coronel
- Henri Genès: el propietari del restaurant El Cabanon
- Marco Perrin: l'alcalde de Sant-Tropez
- Carlo Nell: el periodista
- Maria Pillet

## Producció

### Tria dels actors

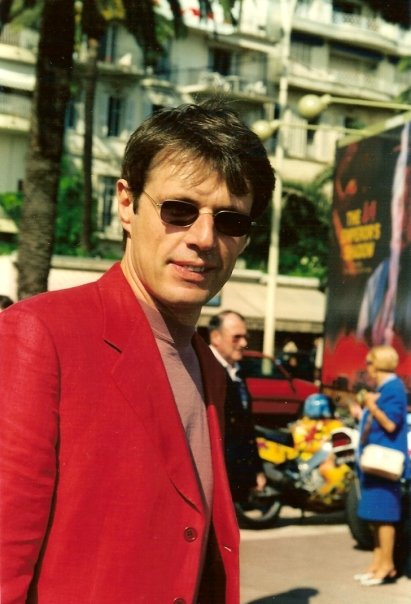
L'actor Lambert Wilson, va fer els seus primers passos al cinema en El gendarme i els extraterrestres.

Jean Lefebvre no apareix més a partir d'aquest episodi. És igualment la 1a pel·lícula de la saga on Christian Marin no apareix: va decidir de no tornar pensant que amb 4 episodis n'hi havia prou. A més, en el moment del rodatge, s'havia compromès al teatre per una peça de Jean Anouilh.
Per interpretar Josépha, Maria Mauban ha reprès el paper de Claude Gensac per aquest episodi. Jacques François ha reemplaçat Yves Vincent en el paper del coronel.

### Rodatge
El rodatge es va desenvolupar a Sant-Tropez en el departament del Var i va començar el setembre de 1978.
Per al rodatge van caldre dos «plats voladors»; l'un «gran», l'altre d'aproximadament 1,20 m de diàmetre, únicament per la presa de la seva caiguda en el port de Sant-Tropez. Van ser construïts, així com la decoració interior de la gendarmeria, pels constructors de decorats de la SFP a Buttes-Chaumont.
Un accident va tenir lloc durant el rodatge: una especialista a bord d'un vehicle va atropellar diversos vianants i va fer 2 morts i 7 ferits. Aquesta escena va ser suprimida al muntatge.